# Romain Buros
Romain Buros (Francia, 31 de julio de 1997) es un jugador profesional francés de rugby que se desempeña en la posición de fullback en Union Bordeaux Bègles, equipo perteneciente a la liga Top 14.

## Carrera
Buros es un jugador de formación francesa (JIFF). Comenzó su carrera deportiva con el equipo Avenir Aturin, en el cual jugó nueve temporadas (2004-2013), después pasó a Section Paloise (2013-2018), luego a Union Bordeaux Bègles, donde lleva jugando seis temporadas.